# Angharad Mair
Angharad Mair (30 maart 1961) is een Welshe televisie presentatrice en voormalig atlete. 

## Carrière
Nadat Mair in 1982 afgestudeerd was, verhuisde ze naar Cardiff om daar voor de BBC Wales het kinderprogramma Bilidowcar te gaan presenteren. Later presenteerde ze er o.a. Wales Today. In 1990 ging ze bij het productiebedrijf Tinopolis werken, waar ze anno 2024 een uitvoerend directeur is. Ze ging er destijds het programma Heno presenteren, wat ze nog steeds doet.
Tijdens haar carrière liep ze ook op hoog niveau marathons en werd ze meermaals Welsh kampioene. In 1996 won ze de Marathon van Reykjavik in een parcoursrecord van 2:38.47. Een jaar later deed ze mee aan het wereldkampioenschap in Athene.
In 2011 won ze de BAFTA Cymru prijs voor beste presentatrice, voor een speciale uitzending van het magazine Wedi 7 op S4C.
In 2016 liep ze een Brits record in de leeftijdscategorie V55 tijdens de marathon van Londen met een tijd van 2:57.46. Tot 2022 had ze dat record in handen.

## Kampioenschappen
| Afstand   | Titel           | Jaar       |
| --------- | --------------- | ---------- |
| 5000 m    | Welsh kampioene | 1996, 1997 |
| 10 mijl   | Welsh kampioene | 1996, 1998 |
| veldlopen | Welsh kampioene | 1998       |

## Palmares

### 5000 m
- 1996:  Welsh kampioenschap - 17:32.8
- 1997:  Welsh kampioenschap - 16:40.22

### 10 mijl
- 1994:  Pontypridd Reverse - 1:03.31
- 1996:  Welsh kampioenschap - 56.52
- 1998:  Welsh kampioenschap - 55.19

### Marathon
- 1995: 19e Marathon van Berlijn - 2:46.00
- 1996:  Marathon van Reykjavik - 2:38.47
- 1997: 23e WK in Athene - 2:42.31

### Veldlopen
- 1996:  Welsh kampioenschap

## Onderscheidingen
- 2011: BAFTA Cymru: beste presentatrice